# José Pablo Feinmann
José Pablo Feinmann (Buenos Aires, 29 marzo 1943 – Buenos Aires, 17 dicembre 2021) è stato uno scrittore argentino.
Si è laureato in Filosofia all'Università di Buenos Aires (UBA) e vi è stato docente di tale materia durante i primi anni settanta, fino al 1974.
Nel 1973 ha fondato il Centro de Estudios del Pensamiento Latinoamericano (Centro studi del pensiero latinoamericano), presso il Dipartimento di Filosofia della UBA.
Ha collaborato con diversi periodici e attualmente tiene corsi di filosofia e scrive sul quotidiano Página/12 di Buenos Aires editoriali di attualità politica, letteratura e cinema.

## Le sue opere
Feinmann ha pubblicato più di venti libri, tradotti in più lingue (francese, italiano e tedesco fra le altre).

### Saggi
Filosofía y Nación (1982), López Rega, la cara oscura de Perón (1987), La creación de lo posible (1988), Ignotos y famosos, política, posmodernidad y farándula en la nueva Argentina (1994), La sangre derramada, ensayo sobre la violencia política (1998), Pasiones de celuloide, ensayos y variedades sobre cine (2000), Escritos imprudentes (2002), La historia desbocada, tomi I e II (2004) e Escritos imprudentes II (2005).

### Romanzi
Últimos días de la víctima (1979), Ni el tiro del final (1981), El ejército de ceniza (1986), La astucia de la razón (1990), El cadáver imposible (1992), Los crímenes de Van Gogh (1994), El mandato (2000), La crítica de las armas (2003) e La sombra de Heidegger (2005).
Edizioni italiane:
- Gli ultimi giorni della vittima, Feltrinelli, 1993 (Últimos días de la víctima)
- Il giorno della madre, Baldini Castoldi Dalai, 2005 (La crítica de las armas)
- Il cadavere impossibile, Zanzibar, 1993, Marcos y Marcos, 2004 (El cadáver imposible)
- Amaro, non troppo, Zanzibar, 1994, Giunti, 1999 (Ni el tiro del final)
- Nero Tango, Marcos y Marcos (con Pino Ninfa)
- Cinebrivido, Marcos y Marcos, 1998 (Los Crimenes de Van Gogh)
- L'esercito di cenere, Giunti, 1995 (El ejército de ceniza)
- L'ombra di Heidegger, Neri Pozza, 2007 (La sombra de Heidegger)

Un adattamento de Il cadavere impossibile, con il titolo Egregio Signor Assessore, è stato rappresentato in teatro dal regista e attore Elio Turno Arthemalle

### Teatro
Cuestiones con Ernesto Che Guevara (1999) e Sabor a Freud (2002).

### Sceneggiature cinematografiche
Últimos días de la víctima (1982), Eva Perón (1996), El amor y el espanto (2000) e Ay, Juancito (2004).